# Сборная Мальты по регби
Сборная Мальты по регби (англ. Malta national rugby union team) представляет страну в международных соревнованиях по регби-15 высшего уровня. Команда провела первый матч в 2000 году. Мальтийцы выступают в дивизионе 2A Кубка европейских наций.

## История
Сборная играет на международном уровне с 2000 года. 18 ноября этого года островитяне встретились с молдавскими регбистами в Кишинёве и уступили — 8:58. Данное поражение остаётся крупнейшим провалом мальтийцев и поныне. В том же году сборная провела домашнюю встречу с Бельгией и вновь проиграла (0:26). В 2001 году команда провела четыре игры, в последней из которых была зафиксирована первая победа коллектива — мальтийцы обыграли оппонентов из Монако. Затем сборная сыграла 10:10 с Норвегией, впоследствии мальтийцы записали в актив победы над Литвой, Австрией, Люксембургом, Боснией и Герцеговиной, Сербией и Черногорией, Латвией и Венгрией. В 2004 году команда снова встретилась с молдаванами.
Коллектив играл в отборочном турнире к чемпионату мира 2007 года. Мальтийцы попали в группу D второго раунда, в которой заняли третье место с двумя победами. Это позволило регбистам пройти в раунд плей-офф вместе с датчанами, андоррцами и шведами. Команда преодолела барьер стыковых матчей и вышла в третий раунд, где соревновалась в группе B.
Сейчас сборная занимает 40 место в Мировом рейтинге Международного совета регби.
До 2023 года тренером команды был валлиец Дэмьен Нилл (англ. Damian Neill), выступавший в прошлом в валлийской Премьер-лиге.

## Результаты
По состоянию на 6 марта 2013 года.
| Соперник             | Матчи | Победы | Поражения | Ничьи | Доля побед |
| -------------------- | ----- | ------ | --------- | ----- | ---------- |
| Австрия              | 1     | 1      | 0         | 0     | 100 %      |
| Андорра              | 2     | 1      | 1         | 0     | 50 %       |
| Бельгия              | 2     | 0      | 2         | 0     | 0 %        |
| Болгария             | 2     | 2      | 0         | 0     | 100 %      |
| Босния и Герцеговина | 1     | 1      | 0         | 0     | 100 %      |
| Венгрия              | 1     | 1      | 0         | 0     | 100 %      |
| Германия             | 1     | 0      | 1         | 0     | 0 %        |
| Дания                | 2     | 1      | 1         | 0     | 50 %       |
| Латвия               | 6     | 4      | 2         | 0     | 67 %       |
| Литва                | 5     | 3      | 2         | 0     | 60 %       |
| Люксембург           | 1     | 1      | 0         | 0     | 100 %      |
| Молдова              | 2     | 0      | 2         | 0     | 0 %        |
| Монако               | 2     | 1      | 1         | 0     | 50 %       |
| Нидерланды           | 2     | 0      | 2         | 0     | 0 %        |
| Норвегия             | 1     | 0      | 0         | 1     | 0 %        |
| Польша               | 3     | 0      | 3         | 0     | 0 %        |
| Сербия и Черногория  | 3     | 2      | 1         | 0     | 67 %       |
| Словения             | 1     | 0      | 1         | 0     | 0 %        |
| Хорватия             | 7     | 2      | 5         | 0     | 29 %       |
| Швейцария            | 1     | 1      | 0         | 0     | 100 %      |
| Швеция               | 4     | 3      | 1         | 0     | 75 %       |
| Всего                | 50    | 24     | 25        | 1     | 48 %       |